# Nemzeti Kőbányászati Emlékhely

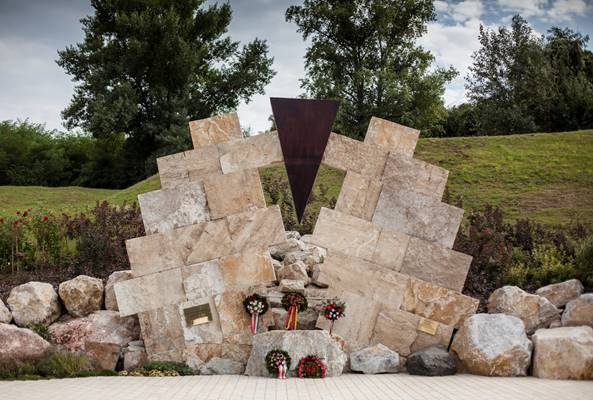
Nemzeti Kőbányászati Emlékhely, Dorog

A Nemzeti Kőbányászati Emlékhely Dorogon található, és a magyar kőbányászatnak állít emléket. Felirata: Tisztelet azoknak, aki a köveket új életre keltik.

## Története
2014-ben a dorogi  mészkőbányászat kezdetének 110. évfordulójára készülve merült fel Dorog város önkormányzata és a mészkőbánya mai tulajdonosa, a Baumit Kft. részéről, hogy egy kőbányászati emlékművet kellene állítani.
Az emlékmű tervezésére pályázatot írtak ki, melyen az önkormányzat, a tulajdonos és az az  Országos Magyar Bányászati és Kohászati Egyesület képviselői vettek rész. A pályázatot Maurer-Klimes Attila terve nyerte meg, melyben az emlékmű egy óriási kőtömbből áll, amit egy ék hasít ketté. Ezt szimbolizálja a kő megmunkálását, amikor az emberi erő és tudás új formát és ezáltal új életet ad a kőnek.
Az emlékmű gondolatának továbbfejlesztéseként az Országos Magyar Bányászati és Kohászati Egyesület kezdeményezésére, a Baumit Kft. beruházásaként létesült 2015-ben a Nemzeti Kőbányászati Emlékhely, amelynek középpontjában áll az emlékmű, körülötte pedig több jelentős magyar kőbánya köveit helyezték el, szimbolizálva ezzel a mai kőbányák összefogását és összetartását.

## Fekvése
A Nemzeti Kőbányászati Emlékhely címe: Dorog, Baumit út 1. Mindenki által látogatható helyen, a tulajdonos vállalat bejárata előtti területen helyezkedik el. (GPS 47.71449,18.723452)